# Kecamatan Langsa Baro
Kecamatan Langsa Baro (indonesiska: Langsa Baro) är ett distrikt i Indonesien.   Det ligger i provinsen Aceh, i den västra delen av landet, 1 500 km nordväst om huvudstaden Jakarta.